# Bernard Berenson

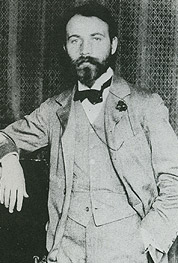
Bernard Berenson

Bernard Berenson (Butrimonys, 26 juni 1865 - Fiesole, 6 oktober 1959) was een Amerikaanse kunsthistoricus, kunstverzamelaar en schrijver. Hij is een van de eerste kunsthistorici die zich volledig toegelegd hebben op de bestudering van schilderijen uit de Italiaanse Renaissance. Hij werkte als adviseur voor particuliere kunstverzamelaars en gaf daarnaast vaak advies aan invloedrijke kunsthandelaren. Hij verzamelde een aanzienlijke collectie Italiaanse Renaissancekunst, nu bekend als de The Bernard and Mary Berenson Collection.

## Biografie

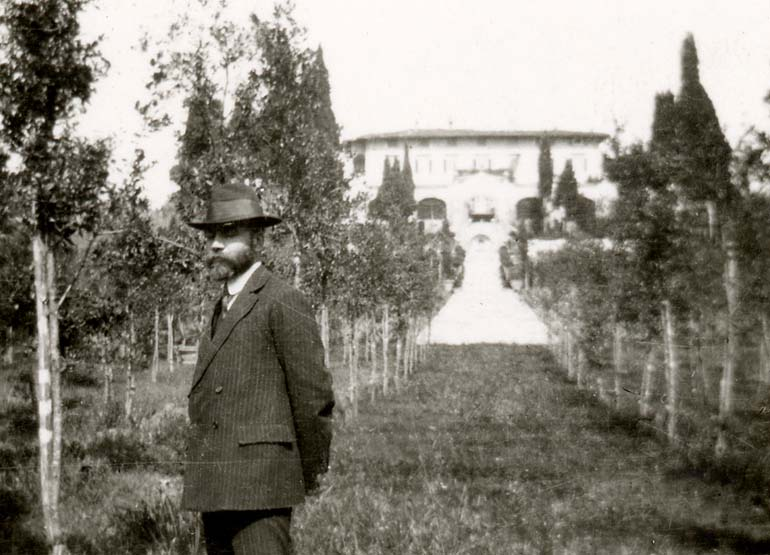
Bernard Berenson in zijn tuin in 1911.

Berenson werd als Bernhard Valvrojenski geboren in een Joodse familie. Pas veel later in zijn leven heeft hij zich bekeerd tot het rooms-katholicisme. 
In 1875 emigreerde de familie Valvrojenski vanuit Litouwen naar Boston, waar ze de naam Berenson aannamen. Bernard studeerde aan de Harvard-universiteit en rondde zijn studie af met een verhandeling over Nikolaj Gogol. Na zijn afstuderen kreeg hij van de invloedrijke kunstverzamelares Isabella Stewart Gardner, die zijn talent had opgemerkt, de opdracht in Europa op zoek te gaan nieuwe kunstwerken die zij aan haar verzameling kon toevoegen. De daaropvolgende jaren gaf Bernard Berenson ongeveer 3 miljoen dollar uit aan kunstobjecten. Deze waren goedkoop, omdat er toen nog niet veel belangstelling bestond voor religieuze kunst uit de late Middeleeuwen en de Renaissance. Tussen 1890 en 1921 kocht hij voor zeer lage prijzen schilderijen in uit kerken, kloosters en adellijke paleizen.
Tijdens zijn verblijf in Europa leerde Berenson Mary Smith Costelloe kennen, met wie hij ging samenwonen. Mary was de zus van Logan Pearsall Smith (haar andere zus Alys Pearsall Smith was de eerste vrouw van Bertrand Russell). Ze was al eerder getrouwd geweest en had twee kinderen. De relatie tussen Bernard Berenson en Mary Smith Costelloe werd door hun naaste omgeving echter niet goed getolereerd. De eerste tien jaar na de dood van Mary's wettige echtgenoot leefde het paar nogal eenzaam en onder moeilijke omstandigheden. In 1900 betrokken ze de Villa i Tatti in Fiesole nabij de stad Florence. Hoewel hij zijn Amerikaanse staatsburgerschap nooit heeft opgegeven, bracht Berenson hier verder het grootste deel van zijn leven door. 
In 1921 ging Berenson in het geheim een overeenkomst aan met een van de invloedrijkste kunsthandelaren van die tijd, Joseph Duveen, die zich bij zijn onderhandelingen over de verkoop van kunstwerken aan rijke maar onervaren kunstverzamelaars in het vervolg steeds zou laten leiden door Berensons expertise. Aan deze samenwerking kwam abrupt een eind toen Duveen het schilderij Allendale Nativity, dat volgens hemzelf van Giorgione was, had verkocht aan Samuel H. Kress. Berenson bleef volhouden dat het een werk van Titiaan was. Na deze breuk met Duveen trad Berenson nog op als adviseur voor verschillende andere kunsthandelaren, zoals Daniel Wildenstein.
Nadat Berenson en Mary Smith Costelloe er hun intrek hadden genomen, werd Villa i Tatti al snel een trekpleister voor kunstkenners uit Amerika en Europa. Tijdens de laatste fase van de Tweede Wereldoorlog kwam de villa tussen twee frontlinies in te liggen, met aan de ene kant de Amerikanen en aan de ander kant de fascistische troepen. Berenson raakte bij deze gevechten niet gewond en ook zijn bibliotheek liep geen schade op, evenmin als de villa zelf.

## Berenson als schrijver en kunstkenner

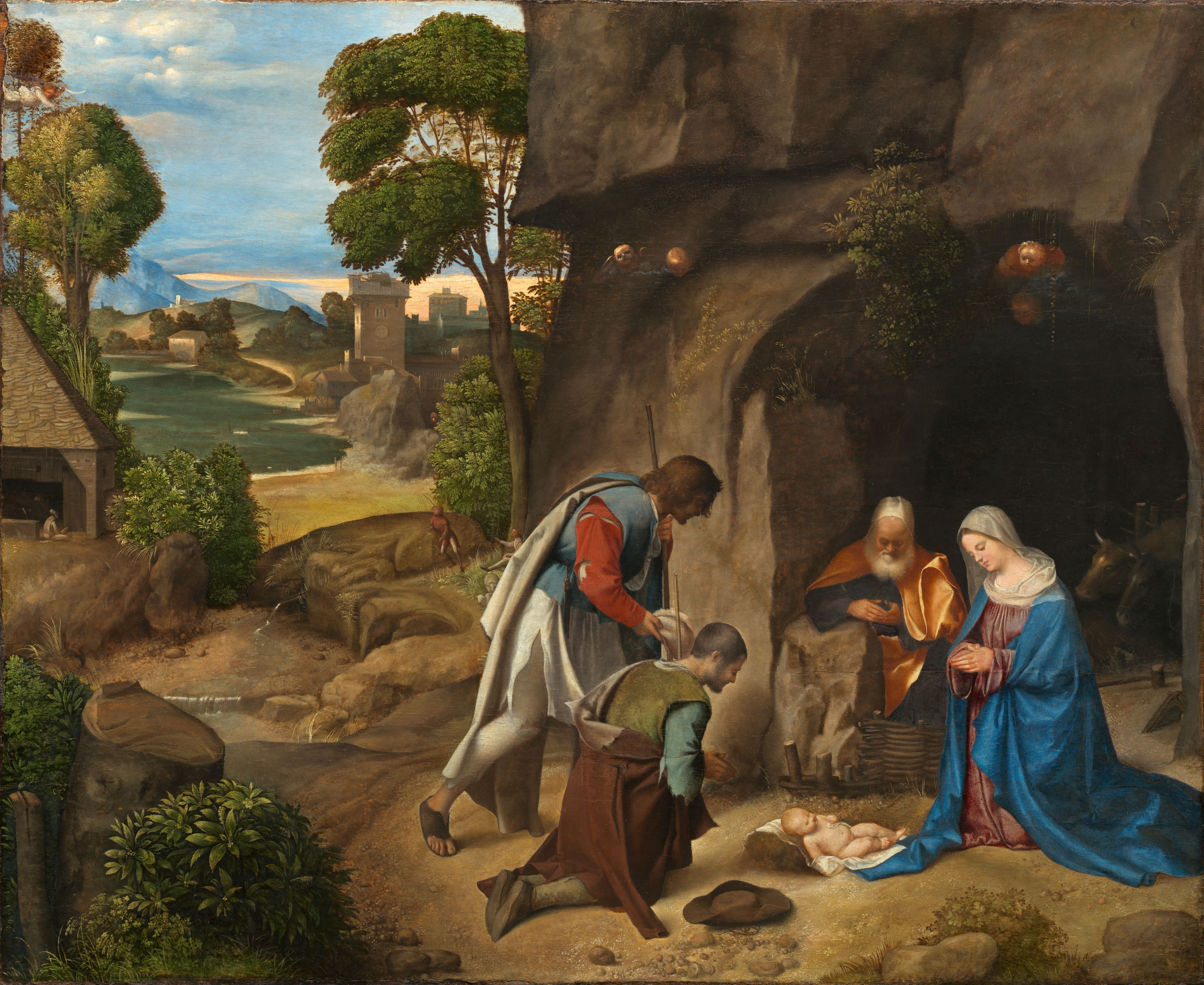
The Allendale Nativity. Dit werk is vermoedelijk van Giorgione, maar door Berenson werd het aan Titiaan toegeschreven.

Voor Amerikaanse kunstverzamelaars uit de vroege 20e eeuw geldt Bernard Berenson als sterk toonaangevend op het gebied van analyse en inschatting van renaissancistische schilderkunst. Hij gold als een typische connaisseur. Berensons oordeel met betrekking tot de authenticiteit was vaak bepalend voor de vraag of een kunstwerk wel of geen waarde had. Voor veel van zijn diensten kreeg hij een commissie van 5%, wat hem behoorlijk wat geld opleverde.
In 1894 verscheen Berensons eerste boek. Zijn tweede boek Florentine Painters of the Renaissance (1896) viel in de smaak bij William James, omdat psychologische categorieën werden betrokken bij de interpretatie van werken uit de beeldende kunst. The Drawings of the Florentine Painters geldt echter tot op heden als Berensons belangrijkste en best onderbouwde werk. Daarin levert Berenson felle kritiek op het maniërisme. Zijn eerste werken werden later gezamenlijk opnieuw uitgegeven in het in 1930 verschenen boek The Italian Painters of the Renaissance, dat in veel talen is vertaald en vaak is herdrukt.
Berensons dagboeken zijn uitgegeven onder de titels Rumor and Reflection en Sunset and Twilight. Ook schreef hij een autobiografie met de titel Sketch for a Self-portrait. Een van Berensons vrienden was Ray Bradbury, die onder meer in The Wall Street Journal over deze vriendschap schrijft.

## Werken
- Venetian Painters of the Renaissance (1894)
- Lorenzo Lotto: An Essay in Constructive Art Criticism (1895)
- Florentine Painters of the Renaissance (1896)
- Central Italian Painters of the Renaissance (1897)
- The Sense of Quality: Study and Criticism of Italian Art (1901; second series, 1902)
- The Drawings of the Florentine Painters (1903),
- North Italian Painters of the Renaissance (1907)
- A Sienese Painter of the Franciscan Legend (1910)
- Seeing and Knowing, New York Graphic Society, Ltd., (1953)